# КАМАЗ 5325
КамАЗ-5325 — радянський двовісний бортовий вантажний автомобіль, що випускається Камським автомобільним заводом невеликими партіями з 1988 року.

## Перше покоління (1988—1994)
Двовісний КамАЗ-5325 був аналогом трьохосного КамАЗ-53212 того ж типорозміру і створювався як переважно експортна модель з підвищеним (13 т) осьовим навантаженням для тих споживачів, де це допущено національним стандартами і практикою. Призначений переважно для роботи автопоїздом з причепом ГКБ 8352 того ж типорозміру.
На базі КамАЗ-5325 в двохосному сімействі були створені бортовий КамАЗ-4325 (КамАЗ-43253) стандартного типорозміру, самоскид КамАЗ-43255, сідловий тягач КамАЗ-4410. Всі моделі цього сімейства мали схожу конструкцію і багато в чому були уніфіковані між собою, а також з сімейством тривісних базових аналогів (подовжений КамАЗ-53212 і стандартний КамАЗ-5320 бортові, сідловий тягач КамАЗ-5410, самоскид КамАЗ-5511, шасі КамАЗ-53213).
Кузов — металева платформа з бічними та задніми бортами, передній борт — жорстко закріплений, високий. Настил підлоги — дерев'яний, передбачена установка тенту. Кабіна — відкидається вперед, тримісна (сидіння для другого пасажира встановлюється на замовлення), з шумо- і термоізоляцією, обладнана місцями кріплення ременів безпеки, зі спальним місцем або без нього залежно від комплектації. Сидіння водія — підресорене, регулюється по масі водія, довжині, нахилу спинки.

### Двигуни
- КамАЗ-74006.10 220 к.с. при 2600 об/хв, 667 Нм при 1500—1800 об/хв
- КамАЗ-7403.10 (турбонаддув) 260 к.с. при 2600 об/хв, 785 Нм при 1500—1800 об/хв
- КамАЗ-74037.10 (турбонаддув, тропічне виконання) 260 к.с. при 2600 об/хв, 785 Нм при 1500—1800 об/хв

## Друге покоління (з 2018)

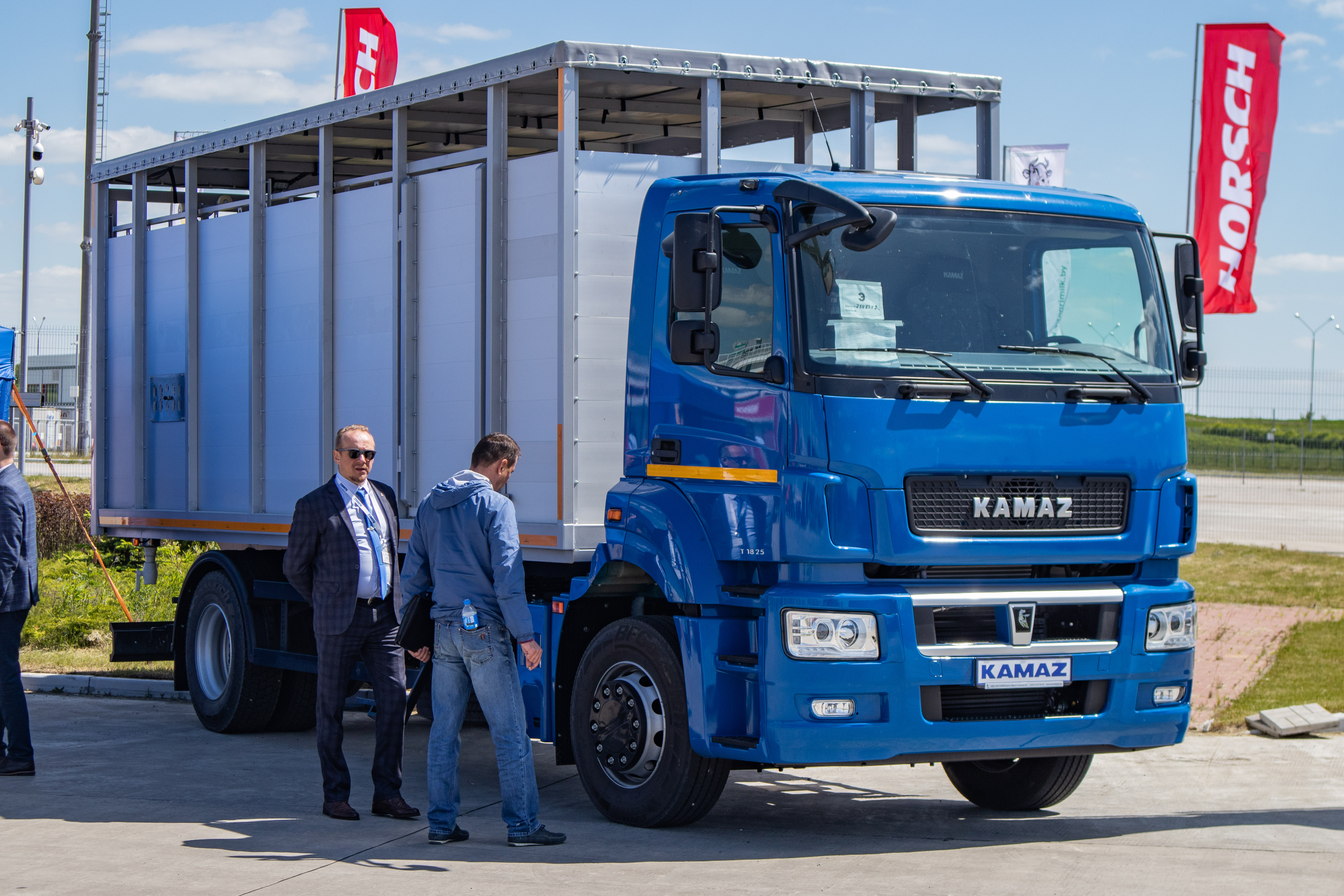
КамАЗ-5325 II (Т1825)

На виставці «Комтранс-2017» відбулася прем'єра другого покоління двухосного шасі КАМАЗ-5325 з колісною формулою 4х2. Автомобіль другого покоління оснащений сучасною кабіною від Mercedes-Benz Axor, побудованою в партнерстві з Daimler AG. Базова модель оснащується дизельним двигуном Cummins-ISB 6.7E5 250 (242 к.с.) і 6-ступінчастою механічною коробкою передач. Задній міст Daimler HL6 із пневмопідвіскою. Вантажопідйомність – 12 550 кг.